# Molophilus (Austromolophilus) pinta
Molophilus (Austromolophilus) pinta is een tweevleugelige uit de familie steltmuggen (Limoniidae). De soort komt voor in het Australaziatisch gebied.